# Piedad Isla
Piedad Isla (Cervera de Pisuerga, Palencia, 6 de septiembre de 1926 – Madrid, 6 de noviembre de 2009) fue una fotógrafa y etnóloga española que documentó la vida de la Montaña Palentina.

## Biografía
Isla abrió el primer comercio y estudio fotográfico de su comarca, y fue prácticamente autodidacta, salvo por algún curso que realizó en Oviedo durante no mucho tiempo.
Se casó con Juan Torres, quien compartía con ella sus inquietudes etnográficas y ambos convirtieron su domicilio en un museo y crearon la Fundación Piedad Isla y Juan Torres,  En relación con su interés por su pueblo también fue concejal y creó y colaboró en gran número de actividades culturales y asociaciones.
En el año 2020 se celebró la exposición Piedad Isla. Realismo poético en el antiguo hospital Santa María de la Rica de Alcalá de Henares y en el marco de PHotoEspaña.

## Museo Etnográfico Piedad Isla
Con una visión tan profundamente curiosa como documental, consciente de un modo de vida que se transformaba rápidamente e iba abandonando para siempre muchas costumbres, se afanó en retratar profusamente la vida social de su entorno, viajando en una vespa. Durante su vida Isla fue recogiendo todo tipo de utensilios y mobiliario de esa sociedad de la posguerra española, proceso que cristalizó en el año 1980, con la creación del Museo Etnográfico en su propio domicilio, un edificio del siglo XVI en el centro de Cervera de Pisuerga.
Una parte importante del museo la forma su legado fotográfico, compuesto de más de 200.000 negativos, con una exposición permanente de 300 imágenes.

## Reconocimientos
La Diputación de Palencia ha creado un concurso nacional de fotografía en su honor que premia la carrera fotográfica completa de los autores. Entre sus ganadores están:
- 2010 Cristina García Rodero
- 2011 Ramón Masats
- 2012 Ouka Leele
- 2013 Colita
- 2014 Chema Madoz
- 2015 Marisa Flórez
- 2016 Juan Manuel Castro Prieto
- 2017 Tino Soriano
- 2018 Juan Manuel Díaz Burgos[7]
- 2019 Josep María Ribas i Proust
- 2020 José Manuel Navia[8]
- 2021 Pilar Pequeño[9]
- 2022 Javier Bauluz[10]

## Libros
- 2018. "Piedad Isla. Fotografía Humanista en la montaña palentina", editado por la Junta de Castilla y León, la Fundación Piedad Isla y Juan Torres y la Institución Académica de Artes Visuales de Palencia[11]